# Brand New Song
「Brand New Song」（ブランド・ニュー・ソング）は、日本のヘヴィメタルバンド・聖飢魔IIの小教典（シングル）。
B.D.2年（1997年）、大教典（アルバム）『NEWS』に先だち、「虚空の迷宮」がタイアップソングであった関係からか「Brand New Song／虚空の迷宮」として両A面扱いで4月23日に発布されたが、公式サイトの教典一覧ページなどでは「Brand New Song」がタイトル曲扱い、「虚空の迷宮」がカップリング曲扱いされている。
なお、『NEWS』などの大教典では「Brand New Song」が大文字の「BRAND NEW SONG」表記になっている。
「虚空の迷宮」は同年4月より放送されたテレビアニメ『MAZE☆爆熱時空』とタイアップとなり、番組冒頭のオープニング主題歌として使用されている。

## 収録曲
1. Brand New Song（作詞・作曲: ルーク篁、編曲: 聖飢魔II・松崎雄一）
2. 虚空の迷宮（作詞: デーモン小暮、作曲: エース清水、編曲: 聖飢魔II・松崎雄一）
3. Brand New Song（カラオケ）
4. 虚空の迷宮（カラオケ）